# Mark Walters
Pour les articles homonymes, voir Walters.
Mark Walters, né le 2 juin 1964 à Birmingham (Angleterre), est un footballeur anglais, qui évoluait au poste de milieu de terrain à Liverpool et en équipe d'Angleterre.
Walters n'a marqué aucun but lors de son unique sélection avec l'équipe d'Angleterre en 1991.

## Carrière
- 1981-1987 : Aston Villa
- 1987-1991 : Glasgow Rangers
- 1991-1994 : Liverpool
- 1993-1994 : Stoke City
- 1994-1995 : Wolverhampton Wanderers
- 1995-1996 : Liverpool
- 1995-1996 : Southampton
- 1996-1999 : Swindon Town
- 1999-2002 : Bristol Rovers  [1]

## Palmarès

### En équipe nationale
- 1 sélection et 0 but avec l'équipe d'Angleterre en 1991.

### Avec Aston Villa
- Vainqueur de la Supercoupe de l'UEFA en 1982.

### Avec les Glasgow Rangers
- Vainqueur du Championnat d'Écosse de football en 1989, 1990 et 1991.
- Vainqueur de la Coupe de la Ligue écossaise de football en 1989 et 1991.
- Finaliste de la Coupe d'Écosse de football en 1989.
- Finaliste de la Coupe de la Ligue écossaise de football en 1990.

### Avec Liverpool
- Vainqueur de la Coupe d'Angleterre de football en 1992.
- Vainqueur de la Coupe de la Ligue anglaise de football en 1995.